# Steve Snow
Stephen Leonard Snow (2 maart 1971) is een voormalig Amerikaans voetballer. Hij kwam gedurende zijn carrière twee keer uit voor het nationale elftal van de Verenigde Staten. Ook was hij lid van het Amerikaanse voetbalteam dat deelnam aan de Olympische Zomerspelen van 1992.